# Nicole Natalino
Nicole Monserrat Natalino Torres (Santiago de Chile, 5 de marzo de 1989) es una cantante chilena, integrante del grupo de pop rock chileno Kudai.
Natalino fue una de los miembros fundadores de Kudai, agrupación de la que formó parte, en una primera etapa, hasta 2006, y fue reemplazada en ese mismo año por la ecuatoriana Gabriela Villalba. Después de dos años de receso debutó como solista con su primer sencillo «No hay más»,que ocupó los primeros lugares en las radios de Chile y sonó en las radios de Argentina, Bolivia, Perú, Ecuador, Venezuela y Colombia; lo que la llevó a que fuera la única nominada con apenas un sencillo en los Premios 40 Principales de España.
A fines de 2008 lanzó su primer álbum Eternidad bajo el nombre de Nico y tuvo una carrera solista durante los dos años siguientes, siendo preseleccionada para interpretar la canción de Violeta Parra «Gracias a la vida» y también para interpretar en compañía de Denisse Malebrán y Mario Guerrero, «Inmortales», tema central de la película Esmeralda 1879.

## Biografía
Nació el 5 de marzo de 1989 en Las Condes, Santiago de Chile. Su familia es de origen italiano y chileno (su madre); sus padres son Francisco Natalino y María Antonieta Torres; esta última fue un tiempo su mánager y encargada de todo en su carrera solista. Tiene tres hermanos, uno de ellos es Cristián, vocalista del grupo Natalino quien precisamente da nombre al grupo.
Nicole Natalino empezó haciendo voces para comerciales. Su debut musical fue a los 10 años cuando quedó seleccionada junto a otros tres chicos de su edad para formar el grupo Ciao, a tributo de los intérpretes italianos de los años 1980. La banda infantil editó un disco el cual no produjo mucho éxito. En 2004, bajo la producción de Gustavo Pinochet (Guz), se convierten en el grupo de pop rock adolescente Kudai. Guz sería el productor y compositor del grupo hasta 2006.
Decidió alejarse nuevamente de la música para enfocarse en estudios universitarios. Entró a estudiar Diseño de Interiores y Exteriores. Entre medio realizó colaboraciones musicales con Nicolás Mayorca, su hermano Cristián del grupo Natalino, entre otras.

## Carrera

### Kudai
En 2004 Kudai lanzó su disco debut Vuelo. Su primer sencillo fue «Sin despertar».  A comienzos de 2005 lanzaron su segundo tema, la balada «Ya nada queda», que también obtuvo gran éxito, al igual que un tercer sencillo, «Escapar». Kudai vende 500 mil copias cerrando 2005 como el grupo más vendido de Chile, estando al tope de los puestos radiales chilenos y latinoamericanos. y obteniendo disco de platino en su país y disco de oro en Colombia con Vuelo y cruzando fronteras en Perú, Argentina, Colombia, Ecuador, Venezuela, y México. En el disco Vuelo Nicole destaca en las canciones de: «Escapar», «Ya nada queda», «Más» y «Lejos de la ciudad». En 2006 vería la luz el segundo disco llamado Sobrevive, donde Nicole destaca en canciones como: «Llévame», «Tal vez», «Déjame gritar», «Aún», «Volar» y «Siempre». Dicho disco fue lanzado originalmente con su voz pero al retirarse del grupo fue reeditado.

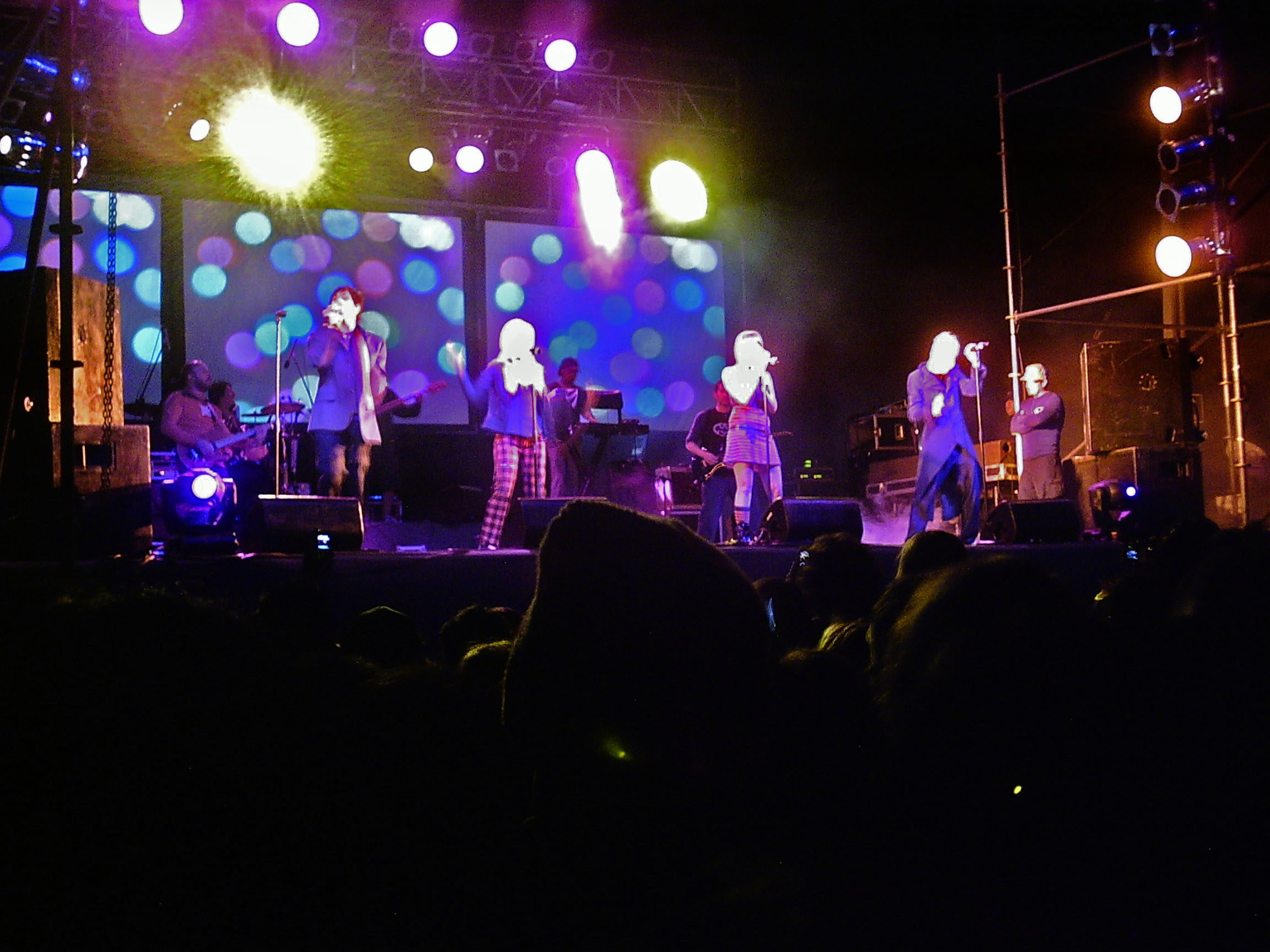
Nicole Natalino fue parte del éxito que tuvo Kudai en 2004 y 2005.

En junio del 2006, en medio de la primera gira Internacional del grupo y en plena promoción del segundo disco, Nicole regresa a Chile. El 29 de junio luego que el sello del grupo EMI intentara calmar a los fanáticos fueron ellos quienes confirman la salida de Nicole de la agrupación de manera definitiva por estrés, sin embargo, Nico ha dicho «no me devolví por estrés». Ella dijo que no va explicar por qué realmente se fue, pero sí que fue una decisión en conjunto con el grupo ya había problemas de antes que explotaron en ese momento y que podían empeorar, eran uno contra tres.
El 19 de octubre de 2006 Kudai gana la lengua MTV Video Music Awards Latinoamérica al Mejor Artista Pop, en la entrega su excompañero Tomás Manzi le dedicó el triunfo, el 21 de octubre Nicole Natalino dice a Las Últimas Noticias estar agradecida y que ya no había rencores con Kudai, más tarde dijo: «Sentí que el premio era mío también. No creo que haya sido por el trabajo de los últimos cuatro meses, sino por los siete años (...) eso va dedicado a mí también. Puse mi grano, no era necesario que me nombraran».
En febrero de 2007 Nicole interpuso una querella en contra del mánager y mentor de Kudai Pablo Vega por «apropiación indebida de dinero».

### 2006-2007: Inicios como solista
En 2006 Nicole había dejado su escuela de toda la vida Alcázar de Las Condes para irse al Athletic Study Center, juntos con sus excompañeros de Kudai Pablo y Tomás, colegio especial para artistas, donde estudiaron los deportistas Marcelo Ríos y Nicolás Massú, ya que las giras que llevaba el grupo impedían el cumplimiento de los horarios que regía el colegio, y tras dejar Kudai decide ingresar a un preuniversitario intensivo. Ya egresada, ingresa a la Universidad del Pacífico para estudiar publicidad, más tarde congeló la carrera para de esa manera poder dedicarse a la música.
Decidió colaborar en el disco debut del exproductor de Kudai Gustavo Pinochet y su nueva banda SUM; en la canción «Nadie» da voz al coro, solo se presentó un demo de dicha canción. Luego hizo una canción con Cristian Cardemil llamada «Flores crecerán», y después de esta vendría su primer sencillo. Año y medio después se dio a conocer que también había participado en las siguientes canciones de Sum como invitada: «Renacere» y «Aires buenos».

### 2008-2010: Su regreso a la música yEternidad
Después de dos años de estar alejada de la música y de los escenarios, empezó a grabar lo que sería su primer disco en solitario con la ayuda de Guz en la producción y Dr. Alfa en las composiciones, cuyo primer sencillo «No hay más», se lanzó el 28 de julio de 2008 en la radio Hit 40, poniéndose rápidamente en los primeros puestos de las radios nacionales. Fue nominada por dicho sencillo en los Premios 40 Principales de España, siendo la primera cantante en ser nominada con apenas un tema sonando. Un mes después grabó su videoclip, en donde presentó su nueva imagen.
Nicole Natalino se bautizó como «Nico» pues según ella es un nombre más corto y más personal, además su familia, amigos y todos le dicen así. Publicó su segundo sencillo «Seré» y anunció la salida de su álbum Eternidad para el 4 de diciembre de ese año conteniendo diez canciones inéditas más dos acústicas. Más tarde estrenó su segundo videoclip «Seré» anunciando además su primer concierto como solista para el 18 de enero del 2009. Posteriormente, se agendaron las primeras presentaciones de Eternidad en el extranjero en Perú, Ecuador y Colombia durante junio y julio de 2009, la cantante comentó que en el extranjero su salida de Kudai es menos importante que en Chile «De verdad que cuando hablo con periodistas de Perú o Colombia, o con los fans, o las radios, a todos les parece muy natural que ahora esté cantando sola e intentando hacerme un nombre por mí misma», dijo. Ese año, fue la Miss Twitter Chile del mes de julio. Un concurso que nació entre los usuarios de la red social y que busca premiar a la chica más linda, simpática y comunicativa de Twitter.
El 16 de agosto de 2009, participó en el concierto Hechas en Chile en el Teatro Caupolicán reuniendo por primera vez a 13 intérpretes del género femenino local entre las que se destacan Nicole, Denisse Malebrán, Javiera Parra, Francisca Valenzuela entre otras, siendo la más joven del grupo que representaba a las nuevas generaciones además de dar un toque pop. Su música se sumó a la campaña de prevención de embarazo adolescente diciendo «la decisión de iniciarse sexualmente tiene que ser muy madura y luego de un profundo proceso personal». Fue nominada por primera vez como solista a la Mejor Artista Centro Nuevo en Los MTV el 15 de octubre fue la entrega de premios en Bogotá. El 22 de noviembre participa en el Día Nacional de la Música junto a otros artistas nacionales en el Parque O'Higgins. Fue elegida para interpretar «Gracias a la vida» de Violeta Parra entre 10 canciones emblemáticas de todos los tiempos en Chile para la competencia del Festival de Viña 2010 del Bicentenario de Chile. de las cuales solo una iba a la competencia festival. El corte se destaca por el evidente énfasis comercial detrás de la producción, en desmedro de una obra con calidad interpretativa más fiel al tema original.
Sin embargo no quedó dentro de las 5 canciones más votadas en el programa Camino a Viña emitido el 28 de noviembre por Canal 13 en conjunto con Televisión Nacional de Chile Nico confesó en Twitter su confusión por los resultados negativos sin embargo al día siguiente en este mismo medio dijo: «A veces se gana a veces se pierde pero la familia y amigos siempre van a estar allí. Muchas gracias a todos por su eterno cariño y apoyo». En enero de 2010 participó en una gira llamada Show Tour Cristal donde recorrió el sur y el centro de Chile en el Camión Cristal: La ruta de la música chilena junto a la banda electro-pop de The Plugin, banda liderada por ex La Ley, Rodrigo “Coti” Aboitiz, Nabú y la revelación del electro-rock de 2009 Mawashi. El Camión se estaciona y baja sus paredes para dejar al descubierto un escenario con amplificadores, instrumentos y banda en vivo.
Compuso el tema central para la película del Bicentenario Esmeralda. El cual interpretó en vivo junto a Denisse Malebrán y Mario Guerrero a bordo de una réplica de la Corbeta Esmeralda.

### Regreso a Kudai
En 2016, volvió a reunirse con excompañeros de Kudai (Bárbara, Tomás y Pablo) para preparar un proyecto sorpresa. El regreso de Kudai se presentó en la Teletón de Chile del año 2016, posteriormente se han presentado en diversos eventos y festivales. El 2017 regresan a Ciudad de México para realizar un concierto en el Teatro Metropolitan.
Editaron dos nuevos discos: Laberinto, lanzado en 2019 y Revuelo, lanzado en 2021. Este último contiene reversiones de los temas más exitosos, como «Sin despertar», «Ya nada queda» y «Escapar».

## Estilo musical e influencias
No tiene una influencia musical marcada. Su estilo fue variando con los años. Pasó desde el pop-rock juvenil en sus tiempos con Kudai y, a partir de su separación, demostró un estilo más pop y romántico.

## Discografía

### Ciao
- 2002: El poder de los niños

### Kudai
- 2004: Vuelo
- 2006: Sobrevive
- 2010: Grandes éxitos
- 2019: Laberinto
- 2021: Revuelo

### Como solista
- 2008: Eternidad

#### Colaboraciones
- 2007: «Ser» (con Sum)
- 2007: «Nadie» (con Sum)
- 2007: «Renacere» (con Sum)
- 2007: «Aires buenos» (con Sum)
- 2008: «Flores crecerán» (con Cristian Cardemil)
- 2010: «Un secreto entre los dos» (con Nicolás Mayorca)
- 2015: «Si te encontrara tras cien años» (con Pietro Granillo)

Sencillos (con Kudai)
| Año  | Canción                   | Álbum     |  |
| ---- | ------------------------- | --------- |  |
| 2004 | Sin Despertar             | Vuelo     |  |
| 2004 | Ya Nada Queda             | Vuelo     |  |
| 2005 | Escapar                   | Vuelo     |  |
| 2005 | Lejos de la Ciudad        | Vuelo     |  |
| 2006 | Quiero mis Quince         | Sobrevive |  |
| 2006 | Déjame Gritar             | Sobrevive |  |
| 2017 | Aquí Estaré               | -         |  |
| 2018 | Piensa                    | Laberinto |  |
| 2018 | Lluvia de Fuego           | Laberinto |  |
| 2018 | Dime Como Fue             | Laberinto |  |
| 2020 | Sin Despertar (Reedición) | Revuelo   |  |
| 2021 | Ya Nada Queda (Reedición) | Revuelo   |  |
| 2021 | Escapar (Reedición)       | Revuelo   |  |
| 2024 | Karma                     | -         |  |

#### Sencillos (como solista)
| Año  | Canción      | Listas        | Álbum     |
| Año  | Canción      | Top 40 Charts | Álbum     |
| ---- | ------------ | ------------- | --------- |
| 2008 | «No hay más» | 3             | Eternidad |
| 2008 | «Seré»       | -             | Eternidad |
| 2009 | «Eternidad»  | -             | Eternidad |

## Giras
- 2010: Show Tour Cristal
- 2022/2023: Show 2000's Pop Tour